# Nuaim ibne Aluadá Alazedi
Nuaim ibne Aluadá Alazedi (em árabe: نعيم بن الوضاح الأزدي; romaniz.: Nu'aym ibn al-Waddah Alazedi; lit. "Nuaim, filho de Aluadá Alazedi") foi um comandante militar e governador do Iêmen do século IX para o Califado Abássida.

## Vida
Nuaim é mencionado como um dos comandantes de Tair ibne Huceine durante o Cerco de Bagdá de 812–813, quando foi enviado por Tair para guarnecer o subúrbio meridional da cidade. Subsequentemente foi nomeado como governador, junto com Almuzafar ibne Iáia Alquindi, do Iêmen em 821, e durante o co-governo deles a administração do país foi compartilhada, com Nuaim exercendo autoridade em Saná e Almuzafar em Aljanade. Eles permaneceram no controle do Iêmen até Almuzafar morrer, após o qual Nuaim foi substituído por Maomé ibne Abedalá ibne Muriz.